# 無產階級化
馬克思主義中，無產階級化（英語： proletarianization）指人們從僱主或僱員實現社會客觀發展的勞工社會過程。在馬克思的理論中，無產階級化是被視為向下層社會流動的最重要的形式。

## 在現代資本主義
從大多數國家中，失業會導致人們積極尋找工作、受驅使而尋求被雇用為受薪勞工或自雇勞工。地理學、歷史學均表明無產階級化的過程與都市化緊密關聯。